# Odorrana geminata
Espèce
Odorrana geminata est une espèce d'amphibiens de la famille des Ranidae.

## Répartition
Cette espèce se rencontre entre 800 et 1 700 m d'altitude :
- dans le Sud-Est de la Chine dans le Sud-Est de la province du Yunnan dans le xian de Malipo dans la préfecture de Wenshan ;
- dans le Nord-Est du Viêt Nam dans les provinces de Hà Giang et de Cao Bằng.

## Publication originale
- Bain, Stuart, Nguyen, Che & Rao, 2009 : A new Odorrana (Amphibia: Ranidae) from Vietnam and China. Copeia, vol. 2009, no 2, p. 348-362.